# Finale DFB-Pokal 2008
De finale van de DFB-Pokal van het seizoen 2007/08 werd gehouden op zaterdag 19 april 2008 in het Olympisch Stadion in Berlijn. Landskampioen Bayern München nam het op tegen Borussia Dortmund. Bayern won na verlengingen met 2-1. De Italiaanse spits Luca Toni scoorde beide doelpunten voor de bekerwinnaar.

## Finale
De finale vond plaats op zaterdag 19 april 2008 in het Olympisch Stadion in Berlijn. Bayeren München (recordhouder met 13 bekertitels en tweemaal verliezend finalist) en Borussia Dortmund (winnaar in 1965 en 1989 en verliezend finalist in 1963) kwamen tegen elkaar uit.
Bayern München won uiteindelijk de Duitse beker. De Beierse club, waar de Nederlander Mark van Bommel de hele wedstrijd speelde, leek aan een vroege treffer van Luca Toni genoeg te hebben om de beker binnen te halen, maar moest diep in de reserves tasten toen Mladen Petrić in de blessuretijd voor de gelijkmaker zorgde. In de verlenging gaf Dortmund gas, maar nam Bayern het initiatief snel terug en was een gelukkige treffer van Toni genoeg voor de bekerwinst.
Al na elf minuten spelen in het Olympia Stadion in Berlijn liet de Italiaanse spits Toni zich zien; hij scoorde de 0-1. Dortmund leek enigszins aangeslagen, incasseerde enkele gele kaarten en deed wat het kon om de favoriet tegen te houden. Miroslav Klose had de score al kunnen verdubbelen, maar doelman Marc Ziegler voorkwam dat. 
In de tweede helft deed de 'underdog' er alles aan om gelijk te komen. Die evenwichtige stand lekker en lange tijd niet in te zitten, zeker niet omdat Oliver Kahn uitstekend stond te keepen en de Zuid-Duitse opponent zelf ook goede kansen kreeg om de marge naar twee uit te breiden. In de blessuretijd van het duel kreeg de Recordmeister de bal niet meer weg. Een matige uithaal van Petric verdween uiteindelijk vlak voor Philipp Lahm en naast Kahn het doel in.
In de verlenging gaf scheidsrechter Knut Kircher Jakub Blaszczykowski diens tweede gele kaart en dus moest de Pool het veld verlaten. Zijn ploeg had het initiatief gegrepen in de verlenging, maar moest tot frustratie van trainer-coach Thomas Doll toezien hoe FC Bayern via een intikker van Toni opnieuw op voorsprong kwam. In de slotfase deed het team uit West-Duitsland verwoede pogingen om gelijk te komen, maar de bezoekers hadden de confrontatie makkelijk op slot kunnen gooien. Uiteindelijk bleef het 1-2 en won doelman Kahn voor de zesde maal de DFB Pokal, een record in Duitsland.

### Wedstrijd
|                         |                   |              |                   |                                                                              |
| 19 april 2008 20:00 MET | Borussia Dortmund | 1 – 2 (n.v.) | FC Bayern München | Olympisch Stadion, Berlijn Toeschouwers: 74.244 Scheidsrechter: Knut Kircher |
| 19 april 2008 20:00 MET | Petrić 90+2'      |              | 11', 103' Toni    | Olympisch Stadion, Berlijn Toeschouwers: 74.244 Scheidsrechter: Knut Kircher |

| Dortmund | Bayern |

| Borussia Dortmund: |    |                      |          |
|                    |    |                      |          |
| GK                 | 20 | Marc Ziegler         |          |
| RB                 | 14 | Antonio Rukavina     | 62' 79'  |
| CB                 | 4  | Christian Wörns      |          |
| CB                 | 21 | Robert Kovač         | 19'      |
| LB                 | 17 | Dedê                 |          |
| DM                 | 5  | Sebastian Kehl       | 86'      |
| CM                 | 7  | Tinga                | 37'      |
| CM                 | 6  | Florian Kringe       |          |
| RW                 | 16 | Jakub Błaszczykowski | 89' 109' |
| CF                 | 13 | Alexander Frei       | 38' 71'  |
| LW                 | 10 | Mladen Petrić        | 95'      |
| Wisselspelers:     |    |                      |          |
| GK                 | 21 | Alexander Bade       |          |
| DF                 | 2  | Martin Amedick       |          |
| DF                 | 15 | Mats Hummels         |          |
| MF                 | 22 | Marc-André Kruska    |          |
| MF                 | 26 | Delron Buckley       | 79'      |
| FW                 | 9  | Nelson Haedo Valdez  | 86'      |
| FW                 | 19 | Diego Klimowicz      | 71' 114' |
| Coach:             |    |                      |          |
| Thomas Doll        |    |                      |          |

| FC Bayern München: |    |                        |           |
|                    |    |                        |           |
| GK                 | 1  | Oliver Kahn            |           |
| RB                 | 30 | Christian Lell         |           |
| CB                 | 3  | Lúcio                  |           |
| CB                 | 6  | Martín Demichelis      |           |
| LB                 | 21 | Philipp Lahm           |           |
| RW                 | 31 | Bastian Schweinsteiger | 86'       |
| CM                 | 17 | Mark van Bommel        |           |
| CM                 | 15 | Zé Roberto             | 112' 113' |
| LW                 | 7  | Franck Ribéry          |           |
| CF                 | 18 | Miroslav Klose         | 69'       |
| CF                 | 9  | Luca Toni              | 120'      |
| Wisselspelers:     |    |                        |           |
| GK                 | 22 | Michael Rensing        |           |
| DF                 | 2  | Willy Sagnol           | 86'       |
| DF                 | 5  | Daniel Van Buyten      |           |
| DF                 | 23 | Marcell Jansen         |           |
| MF                 | 16 | Andreas Ottl           | 113'      |
| MF                 | 20 | Andreas Ottl           |           |
| FW                 | 11 | Lukas Podolski         | 69'       |
| Coach:             |    |                        |           |
| Ottmar Hitzfeld    |    |                        |           |